# Томас Остермаєр

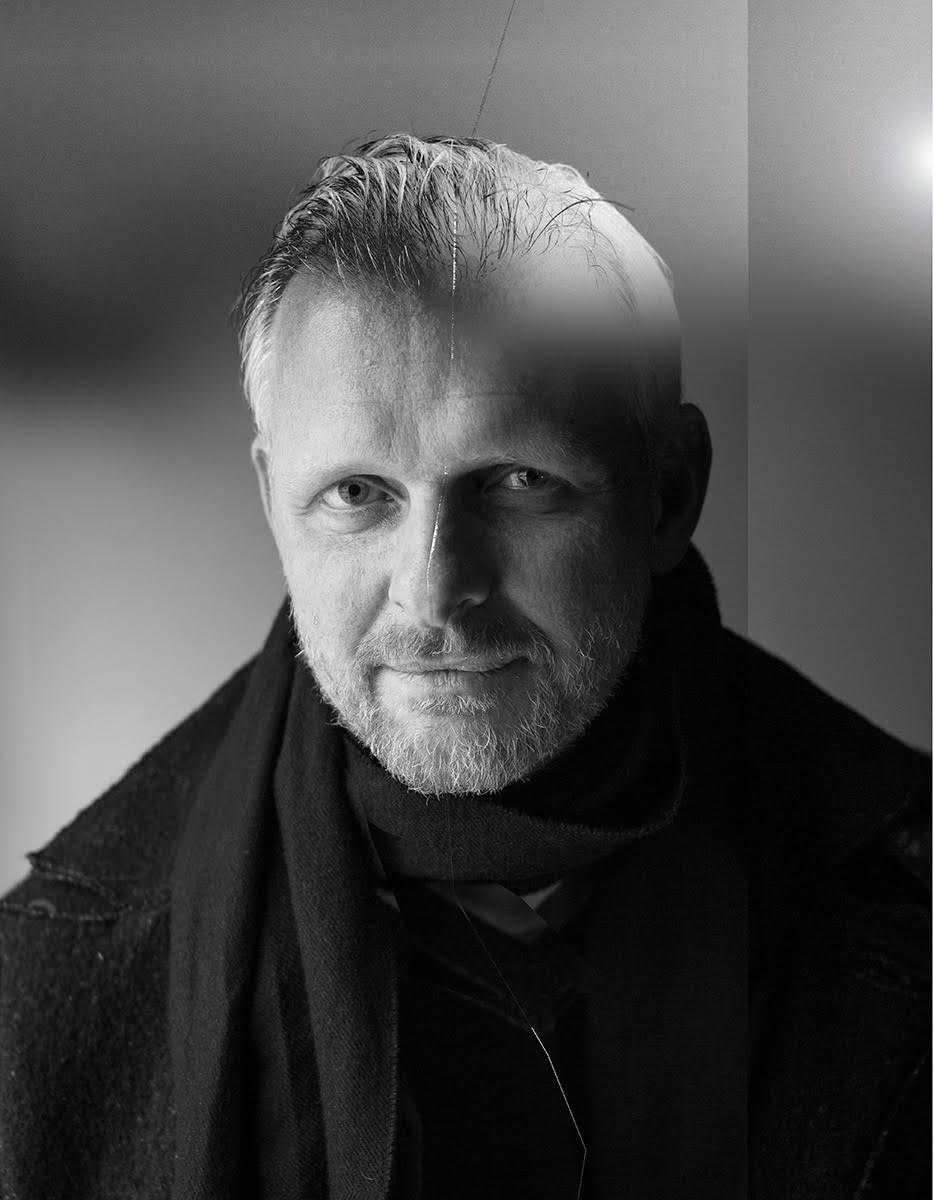
Томас Остермаєр, сфотографований Олівером Марком у Шаубюне, Берлін, 2018 рік

Томас Остермаєр (народився 3 вересня 1968, Зольтау, ФРН ) — німецький театральний режисер. Художній-керівник Schaubühne .

## Біографія
Остермаєр розпочав свою театральну кар'єру в 1990 році як актор під керівництвом режисера Ейнара Шлеефа, одного зі своїх головних натхненників, у проєкті «Фауст» у Берлінському Вищому училищі мистецтв. Після завершення проєкту у 1991 році він почав вивчати режисуру в Академії драматичних мистецтв Ернста Буша в Берліні, де у 1992 році зустрів свого наставника Манфреда Карґе. 
З 1993 по 1994 рік Остермаєр працював асистентом режисера Карґе, а також актором у Веймарі та в театрі Berliner Ensemble. У 1996 році йому запропонували посаду художнього керівника театру Barracke при Німецькому театрі. Ця пропозиція стала наслідком успіху його постановки п’єси російського символіста Олександра Блока в академії Ернста Буша, яка вразила головного драматурга театру Barracke.
У Barracke Остермаєр почав співпрацювати з драматургом Єнсом Хілльє та сценографом Стефаном Шмідке, з якими продовжує працювати й досі. Вони створили п'ятирічну програму, яка відображала реальність і торкалася тем сексу, наркотиків і злочинності. Саме в цей період, з 1996 по 1999 роки, Остермаєр почав формувати свій знаменитий естетичний стиль.

## Естетика та впливи
Остермаєр прагнув протистояти декоративності та культу зірок, які, на його думку, домінували у німецькому театрі. Він прийняв «інтимний і жорстокий» психологічний реалізм, який виник серед британських драматургів, таких як Сара Кейн та Марк Рейвенгілл. Ці драматурги черпали натхнення з важких соціальних умов, що робило їхні п'єси більш цікавими для Остермаєра, ніж роботи їхніх німецьких колег. У 1998 році постановка п’єси Рейвенгілла Shopping and Fucking принесла Остермаєру міжнародне визнання та запрошення на фестиваль Berliner Theatertreffen. Його стиль часто називають «капіталістичним реалізмом», оскільки він змушує глядачів дивитися на жорстокість реального життя, спричинену капіталістичною системою. Цей стиль виражає його ліві політичні переконання, які критично ставляться до капіталізму і сучасних цінностей європейського суспільства.

## Класичні п'єси та інтерпретації
У 1997 році Остермаєр почав застосовувати свій реалістичний підхід до класичних п'єс, зокрема до Лялькового дому Генріка Ібсена. Ця постановка стала початком його довготривалої співпраці з дизайнером Яном Паппельбаумом. Інтерпретація Нори мала міжнародний успіх, подорожувала Європою та у 2004 році була представлена в Нью-Йорку.
Його інші успішні інтерпретації включають Гедду Габлер (2006) і Гамлета (2008), які здобули численні нагороди. У цих постановках він досліджував тему втрати утопії, зберігаючи інтимність і жорстокість своїх ранніх робіт. 

## Подальша кар'єра
У 1999 році, у віці лише 32 років, Остермаєр став режисером і членом художнього керівництва театру Schaubühne. У 2009 році Франція нагородила його званням Офіцера мистецтв і літератури. 

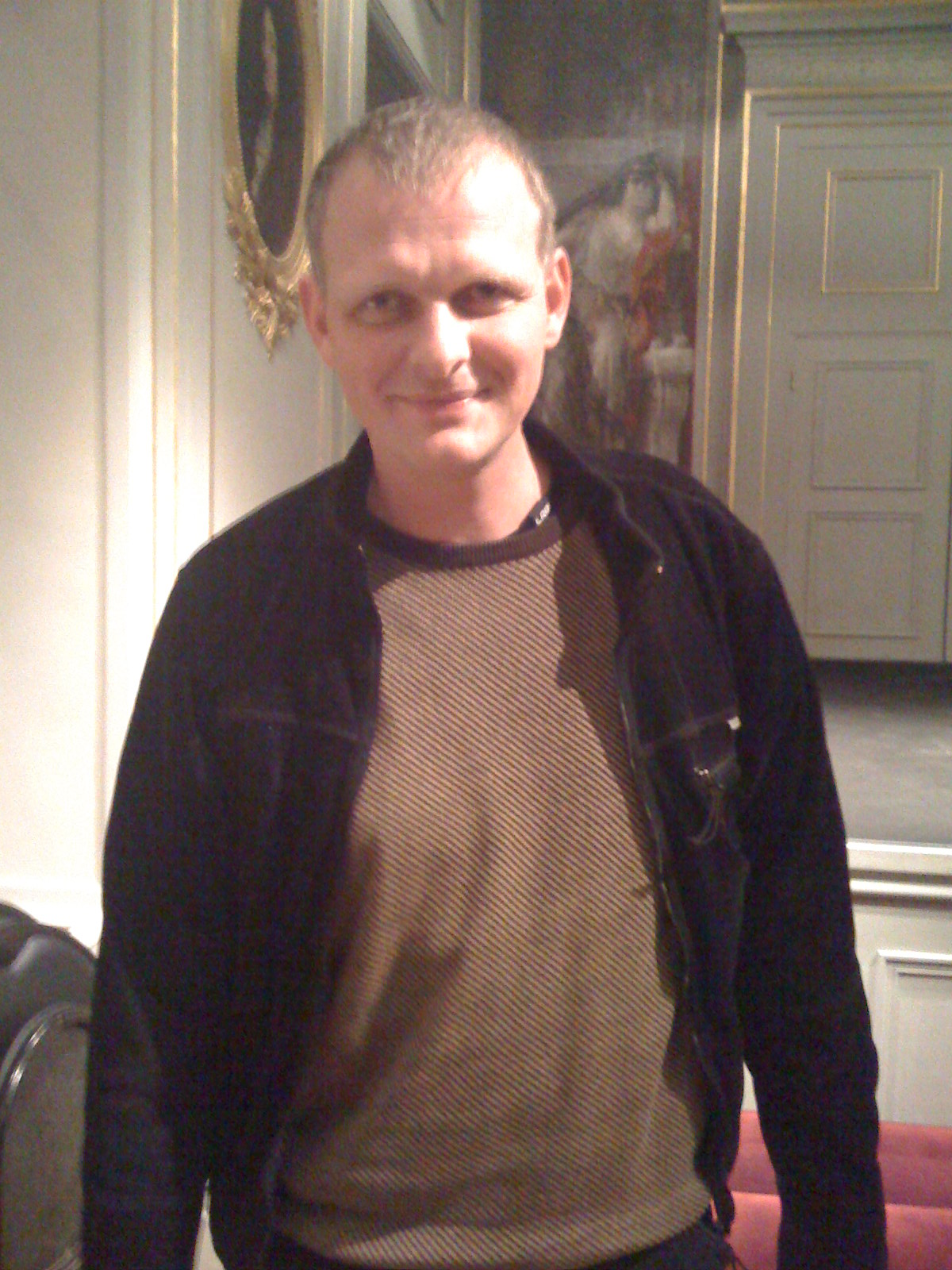
Малюнок Томаса Остермаєра. Зроблено в Théâtre de l'Odéon, Париж, у п'ятницю, 10 квітня 2009 року після вистави "Джон Габріель Боркман"

Наразі йому більше сорока, але Остермаєр продовжує виступати в театрі та гастролювати з постановками по всьому світу. Як поліглот, який вільно володіє німецькою, французькою та англійською мовами, у 2009 році Міністерство культури Франції призначило Остермаєра посадою офіцера мистецтва та літератури. У 2010 році став президентом Німецько-французької ради культури. Його вистава «Гамлет» у 2008 році здобула численні міжнародні нагороди, в тому числі «Кращий міжнародний фільм 2011 року», а в 2011 році Остермаєр отримав «Золотого лева» на Венеціанській бієнале за свою роботу. 
Newsweek називає його: «Найвідомішим режисером Німеччини і, принаймні, за словами провідного європейського театрознавця Петера Беніша, її найважливішим».
Незважаючи на свій успіх, Остермаєр все ще залишається вірним суворому, прямому реалізму, яким він став відомий під час роботи в Barracke.
Під час пандемії Остермаєр погодився брати участь у деяких онлайн-заходах. В одному з діалогів театральний критик Октавіан Сайу запитав його, чого він найбільше боїться в цій санітарній кризі. Він відповів, що боїться власної смерті. Він додав, що кожна людина, незалежно від віку, має мати право на життя, і потрібно робити все, щоб його захистити.

## Фільми
- «Томас Остермаєр. На сцені, як у справжньому житті» (оригінальна назва: Thomas Ostermeier, insatiable théâtre). Документальний фільм, Франція, 2016, 56 хв 26 с. Автор сценарію та режисер: Жеремі Кювільє. Виробництво: arte France, Compagnie des Indes. Перша трансляція: 17 липня 2016 на ARTE[3].
- «Без гриму. Томас Остермаєр». Документальний фільм, Німеччина, 2009, 15 хв 22 с. Автор сценарію та режисер: Йоганна Шікентанц. Виробництво: Euro Kultur-TV, ZDFtheaterkanal, ZDF[4].

## Театральна премія Європи
У 2000 році він був нагороджений Європейською премією Theatrical Realities  з такою мотивацією:
Працюючи в «Бараке» в Берліні, Томас Остермаєр зумів вести сучасний театр у чіткому, незалежному напрямку, використовуючи відкриття нових драматургів і поєднуючи це з відповідним стилем режисури, заснованим на доповненні до його виняткової здатності до вибирайте та спрямовуйте акторів – за часом та баченням, яке можна порівняти з кіно, життям та міськими образами. Таким чином Остермаєр зробив внесок у вираження хвилювань молодих поколінь, давши достовірну, рухливу картину їх на сцені, яка є далекою від «академічної» і відтворює прямий зв’язок із тим, що відбувається в суспільстві та тим, що ставлять у театрі. Таким чином, театр Остермаєра генерує нову енергію та зацікавлює нову німецьку та європейську аудиторію. 
1. ↑  Pearson, Joseph (4 грудня 2016). German theater director Thomas Ostermeier takes on the far-right. Newsweek. Процитовано 5 вересня 2021.
2. ↑  Program FITS 2020 (PDF).
3. ↑  Thomas Ostermeier: Auf der Bühne wie im echten Leben (нім.). ARTE. Архів оригіналу за 17 липня 2016. Процитовано 2 лютого 2025.
4. ↑  90. Thomas Ostermeier (нім.). Fernsehserien. Процитовано 2 лютого 2025.
5. ↑  VIII Edizione. Premio Europa per il Teatro (it-IT) . Процитовано 26 грудня 2022.
6. ↑  Europe Theatre Prize - VIII Edition - Reasons. archivio.premioeuropa.org. Процитовано 26 грудня 2022.

## Зовнішні посилання
- Томас Остермаєр на сайті IMDb (англ.)
- Biography at the Schaubühne